# Albert Aguayo
Albert Juan Aguayo, auch Alberto Juan Aguayo (* 16. Juli 1934 in Argentinien) ist ein argentinisch-kanadischer Neurowissenschaftler. Er ist vor allem für seine Arbeiten zur Regenerationsfähigkeit des Nervensystems bekannt.

## Leben
Aguayo schloss 1959 sein Studium der Medizin an der Nationalen Universität Córdoba in Argentinien ab. Er arbeitete als Assistenzarzt in der Neurologie an der University of Toronto und an der McGill University, bevor er 1966 mit einem McLoughlin-Stipendium zu einem Forschungsaufenthalt ins Vereinigte Königreich ging.
1967 erhielt Aguayo eine erste Professur (Assistant Professor) in der Abteilung für Neurologie und Neurochirurgie der McGill University in Montreal. Er beschäftigte sich vor allem mit neurobiologischer Grundlagenforschung. 1977 erhielt er eine ordentliche Professur. Aguayo war von 1985 bis 2000 Direktor des McGill's Centre for Research in Neuroscience am Montreal General Hospital Research Institute.
Aguayo war Präsident der Canadian Association of Neuroscience und der Canadian Neurological Society, der Society for Neuroscience mit Sitz in Washington, D.C. (1987). Er war wissenschaftlicher Direktor des Canadian Neuroscience Network und Präsident der International Brain Research Organization (IBRO) mit Sitz in Paris (2006–2008). Aguayo veröffentlichte mehr als 150 Originalarbeiten und war Mitherausgeber von 26 wissenschaftlichen Fachzeitschriften.

## Wirken
An der McGill University konnten Aguayo und Mitarbeiter zeigen, dass Nervenzellen von Gehirn und Rückenmark ausgewachsener Säugetiere – entgegen der bis dahin gültigen Lehrmeinung – sehr wohl in der Lage sind, nach einer Verletzung oder einer Erkrankung zu wachsen und neue funktionelle Verbindungen zu knüpfen. Aguayo untersuchte auch die Bedingungen, unter denen sich das regenerative Potential der Nervenfasern verbessern lässt, und die chemischen und zellulären Faktoren, die erfolgreiches Zellwachstum in Gehirn, Auge und Rückenmark fördern.

## Auszeichnungen (Auswahl)
- 1984 Mitglied der Royal Society of Canada[1]
- 1987 Ehrendoktorat der Universität Lund
- 1988 Gairdner Foundation International Award[2]
- 1990 Neuronal Plasticity Prize der Fondation Ipsen[3]
- 1992 Officer des Order of Canada[4]
- 1994 Prix Wilder-Penfield[5]
- 1995 Ehrendoktorat der Queen’s University in Kingston, Ontario
- 1996 Fellow der American Association for the Advancement of Science
- 1999 Killam Prize[6]
- 2011 Mitglied der Canadian Medical Hall of Fame[7]

Seit 2010 wird an der McGill University in Montreal jährlich eine Albert Aguayo Lecture im Rahmen einer Albert Aguayo Conference gehalten.